# Noord-Duitse Orgelschool
De Noord-Duitse Orgelschool is een benaming voor een periode in de Duitse muziekgeschiedenis. De term is verbonden aan een bepaalde groep componisten-musici die een specifieke wijze van componeren voor en dat spelen op en improviseren op het orgel ontwikkelden. 
Tevens is deze term te verbinden aan een school van orgelbouwers die in dezelfde omgeving en hetzelfde milieu hun instrumenten bouwden. De drie-eenheid van componisten, orgels en composities vormen de pijlers van deze stroming. 
Tot slot is de naam expliciet verbonden met het gebied ten noorden van Hannover. Grote centra hierbinnen en ook voor deze muziekstroming zijn Hamburg, Lüneburg en Lübeck. Ook de genoemde orgelbouw is typisch voor dit gebied. Het compositiegenres 'Praeludium-pedaliter' (een drie- of vijfdelige compositie) en 'Noordduitse koraalfantasie' (een breed uitgesponnen bewerking van een Duitstalige of latijnse kerklied) zijn onverbrekelijk met de Noord-Duitse Orgelschool verbonden.

## Inleiding
Gedurende de gehele 17e eeuw tot in het begin van de 18e eeuw bloeide er in Noord-Duitsland een organistentraditie op die er een geheel eigen wijze van componeren voor en improviseren op orgel op nahield. Voortgekomen uit een andere belangrijke organistenschool, die van de Nederlander Jan Pieterszoon Sweelinck, ontstond een uniek samenspel van orgelbouw, kerkmuziek en organistschap. Deze traditie zou later worden betiteld als de Noord-Duitse Orgelschool. 
De hoogtijdagen van stedelijke trots van met name Hanzesteden en daarbij horende grote stadsorgels en grote organisten, viel samen met nieuwe ontwikkelingen in de (kerk)muziek en muziek in het algemeen. Onder andere wat betreft het ontdekken van nieuwe stemmingen dat met meer compositorische en praktische musiceermogelijkheden bood, maakte dat ontwikkelingen in deze traditie een hoogtepunt konden bereiken in de zogenaamde 'Stylus Phantasticus', waaraan de innovaties van Johann Jakob Froberger en vooral van diens leraar Girolamo Frescobaldi ten grondslag liggen. 
Het 'einde' van deze traditie kwam met de persoon van Johann Sebastian Bach. Hij was de laatste beoefenaar - als improvisator - van de Noord-Duitse koraalfantasie. Op basis van het Praeludium-pedalitermodel, waaraan hij enkele compositorische bijdragen leverde, ontwikkelde hij het inmiddels klassieke model van 'het' Praeludium et Fuga, waaraan concerterende elementen uit de Italiaanse muziek (Vivaldi, geïntroduceerd in Bachs Weimarer tijd) hoofdkenmerken zijn.
De grootste en bekendste vertegenwoordigers van de Noord-Duitse Orgelschool zijn Dieterich Buxtehude uit Lübeck, Johann Adam Reincken uit Hamburg en Georg Böhm uit Lüneburg, J.S. Bachs meester-leraar (in diens gymnasiumperiode 1700-1702).
Zie ook op Wikipedia: Koraalfantasie.

## Componisten
Er is een hele lijst met componisten en organisten te maken die in meer of mindere mate hebben bijgedragen aan de ontwikkeling en verbreiding van de Noord-Duitse orgelschool. In de lijst hieronder worden de belangrijkste genoemd (zie Bronvermelding voor een uitputtende lijst)
- Jacob Praetorius der Ältere um 1520  - 1586  Hamburg
- Hieronymus Praetorius 1560  - 1629  Hamburg
- Jacob Praetorius (der Jüngere)  1586  - 1651  Hamburg
- Paul Siefert 1586 - 1666 Danzig
- Melchior Schildt 1592  - 1667  Wolfenbüttel, Hannover
- Johann Praetorius 1595  - 1660  Hamburg
- Heinrich Scheidemann 1596  - 1663  Hamburg
- Delphin Strungk 1601  - 1694  Braunschweig
- Hieronymus (III) Praetorius 1614  - 1629  Hamburg
- Franz Tunder 1614  - 1667  Gottorf, Lübeck
- Jakob Kortkamp ca. 1615  - 1664/65  Kiel
- Matthias Weckmann voor 1619  - 1674  Dresden, Hamburg
- Johann Adam Reincken 1623  - 1722  Hamburg
- Dietrich Buxtehude 1637  - 1707  Helsingborg, Lübeck
- Nicolaus Adam Strungk 1640  - 1700  Braunschweig, Hannover, Hamburg, Dresden, Leipzig
- Vincent Lübeck 1654  - 1740  Stade, Hamburg
- Georg Böhm 1661  - 1733  Hamburg, Lüneburg
- Georg Dietrich Leyding - 1664 - 1710 Braunschweig
- Nicolaus Bruhns 1665  - 1697  Kopenhagen, Husum
- Johann Nicolaus Hanff 1665  - 1711/12